# 布鲁斯·艾伯茨
布鲁斯·迈克尔·艾伯茨（英語：Bruce Michael Alberts，1938年4月14日—），出生于芝加哥，美国生物化学家，2005年任国家科学院主席。

## 生平
他曾就读于哈佛大学，1965年毕业。 1976年，他成为普林斯顿大学教授。他以对调控蛋白复合物的研究知名。1975年艾伯茨获得科学的美国国家科学院分子生物学奖，1995年，他得到了盖尔德纳国际奖。